# Axis (turbotrain)
Pour les articles homonymes, voir Axis.
Axis est un turbotrain démonstrateur conçu par Bombardier Transport sur la base de deux motrices de rame à turbine à gaz, destiné à tester un nouveau système de train pendulaire.
Les circulations d'essai se déroulent de 1998 à 2000 mais ne donnent lieu à aucune application industrielle en France.

## Histoire et description
En 1997, la firme Bombardier Transport souhaite expérimenter un nouveau système de train pendulaire. À cette époque, la SNCF réforme massivement les RTG.
Présenté en juin 1998, le démonstrateur, nommé « Axis », est composé des deux motrices de rame à turbine à gaz réformées T 2077 et T 2081. Chaque motrice est équipée d'une turbine à gaz Turboméca Turmo XII d'une puissance de 1 200 kW. Les bogies d'origine sont remplacés par des bogies Y38 construites par Bombardier et pourvus d'un système de pendulation.
L'intérieur des caisses est réaménagé en salles voyageurs de première classe, avec trois fauteuils indépendants de front. Bien que les deux caisses soient visuellement similaires et n'aient pas reçues de modifications esthétiques majeures, elles sont reconnaissables à leur livrée extérieure grise, rouge et bleue conçue par Roger Tallon, et aux larges décorations latérales HVP (sigle de « haute vitesse pendulaire »), AXIS et un logo « Eurotilt » stylisé de petite taille.
La transformation est réalisée aux usines ANF Industrie/Bombardier Transport de Crespin de décembre 1997 à mai 1998.

## Service
Les essais de pendulation avec circulation en ligne sont menés à partir de 1998 par Bombardier Transport sur les lignes Chambéry/Bourg Saint Maurice, Lyon/Clermont-Ferrand et sur des lignes TGV en 1999 entre autres avec une vitesse sur ces dernières de 220 km/h en marche autonome et des remorquages derrière TGV à 300 km/h pour étudier la stabilité. En 1999, un pantographe fictif est installé sur le toit de la rame pour étudier son comportement. La campagne d'essais prend fin en mars 2000. La rame AXIS est alors garée à Crespin, ses turbines déposées et rendues à la SNCF. L'engin est stocké en attendant sa démolition depuis 2009 au chantier de Dommary-Baroncourt et la technique testée par Bombardier n'est pas appliquée en France.